# Nuoto ai campionati mondiali di nuoto 2017 - 200 metri dorso femminili
La gara di nuoto dei 200 metri dorso femminili dei campionati mondiali di nuoto 2017 è stata disputata il 28 luglio e il 29 luglio presso la Duna Aréna di Budapest. Vi hanno preso parte 32 atlete provenienti da 28 nazioni.
La competizione è stata vinta dalla nuotatrice australiana Emily Seebohm, mentre l'argento e il bronzo sono andati rispettivamente all'ungherese Katinka Hosszú e alla statunitense Kathleen Baker.

## Medaglie
| Posizione | Atleta         | Nazionalità |
| --------- | -------------- | ----------- |
| Oro       | Emily Seebohm  | Australia   |
| Argento   | Katinka Hosszú | Ungheria    |
| Bronzo    | Kathleen Baker | Stati Uniti |

## Programma
| Data           | Ora (UTC+2) | Turno      |
| -------------- | ----------- | ---------- |
| 28 luglio 2017 | 10:31       | Batterie   |
| 28 luglio 2017 | 17:49       | Semifinali |
| 29 luglio 2017 | 17:47       | Finale     |

## Record
Prima della manifestazione il record del mondo e il record dei campionati erano i seguenti.
| Record mondiale       | 2'04"06 | Missy Franklin Stati Uniti | 3 agosto 2012 Londra, Regno Unito |
| Record dei campionati | 2'04"76 | Missy Franklin Stati Uniti | 3 agosto 2013 Barcellona, Spagna  |

Nel corso della competizione non sono stati migliorati.

## Risultati

### Batterie
| Posizione | Batteria | Corsia | Atleta              | Nazionalità   | Tempo   | Note |
| --------- | -------- | ------ | ------------------- | ------------- | ------- | ---- |
| 1         | 3        | 4      | Kathleen Baker      | Stati Uniti   | 2'06"82 | Q    |
| 2         | 4        | 4      | Katinka Hosszú      | Ungheria      | 2'07"30 | Q    |
| 3         | 2        | 4      | Emily Seebohm       | Australia     | 2'07"94 | Q    |
| 4         | 3        | 6      | Regan Smith         | Stati Uniti   | 2'08"13 | Q    |
| 5         | 2        | 5      | Kylie Masse         | Canada        | 2'08"30 | Q    |
| 6         | 3        | 5      | Hilary Caldwell     | Canada        | 2'08"32 | Q    |
| 7         | 4        | 3      | Daryna Zevina       | Ucraina       | 2'09"16 | Q    |
| 8         | 4        | 2      | Kaylee McKeown      | Australia     | 2'09"42 | Q    |
| 9         | 4        | 7      | Margherita Panziera | Italia        | 2'09"43 | Q    |
| 10        | 3        | 7      | África Zamorano     | Spagna        | 2'09"70 | Q    |
| 11        | 4        | 6      | Katalin Burián      | Ungheria      | 2'09"86 | Q    |
| 12        | 4        | 5      | Daria Ustinova      | Russia        | 2'09"99 | Q    |
| 13        | 2        | 3      | Lisa Graf           | Germania      | 2'10"10 | Q    |
| 14        | 3        | 3      | Liu Yaxin           | Cina          | 2'10"59 | Q    |
| 15        | 2        | 7      | Tatiana Salcutan    | Moldavia      | 2'11"17 | Q    |
| 16        | 3        | 2      | Claudia Lau         | Hong Kong     | 2'11"67 | Q    |
| 17        | 4        | 1      | Simona Baumrtová    | Rep. Ceca     | 2'11"80 |      |
| 18        | 2        | 6      | Chen Jie            | Cina          | 2'11"88 |      |
| 19        | 2        | 1      | Klaudia Naziębło    | Polonia       | 2'12"25 |      |
| 20        | 3        | 1      | Kim Seo-yeong       | Corea del Sud | 2'13"26 |      |
| 21        | 2        | 2      | Rosie Rudin         | Gran Bretagna | 2'13"27 |      |
| 22        | 2        | 8      | Ugnė Mažutaitytė    | Lituania      | 2'14"07 |      |
| 23        | 4        | 0      | Martina van Berkel  | Svizzera      | 2'14"34 |      |
| 24        | 3        | 8      | Bobbi Gichard       | Nuova Zelanda | 2'15"97 |      |
| 25        | 3        | 0      | Karolina Hájková    | Slovacchia    | 2'16"42 |      |
| 26        | 2        | 9      | Fernanda González   | Messico       | 2'17"03 |      |
| 27        | 3        | 9      | Samantha Randle     | Sudafrica     | 2'17"14 |      |
| 28        | 4        | 9      | Gabriela Georgieva  | Bulgaria      | 2'18"69 |      |
| 29        | 2        | 0      | Signhild Joensen    | Fær Øer       | 2'19"11 |      |
| 30        | 1        | 4      | Celina Marquez      | El Salvador   | 2'22"73 |      |
| 31        | 1        | 5      | Claudia Verdino     | Monaco        | 2'29"27 |      |
| 32        | 1        | 3      | Osisang Chilton     | Palau         | 2'46"60 |      |
| -         | 4        | 8      | Ekaterina Avramova  | Turchia       | -       | DNS  |

### Semifinali
| Posizione | Semifinale | Corsia | Atleta              | Nazionalità | Tempo   | Note  |
| --------- | ---------- | ------ | ------------------- | ----------- | ------- | ----- |
| 1         | 2          | 5      | Emily Seebohm       | Australia   | 2'05"81 | Q, OC |
| 2         | 2          | 3      | Kylie Masse         | Canada      | 2'05"97 | Q, RN |
| 3         | 2          | 4      | Kathleen Baker      | Stati Uniti | 2'06"66 | Q     |
| 4         | 1          | 7      | Daria Ustinova      | Russia      | 2'07"08 | Q     |
| 5         | 1          | 5      | Regan Smith         | Stati Uniti | 2'07"19 | Q, MJ |
| 6         | 1          | 6      | Kaylee McKeown      | Australia   | 2'07"40 | Q     |
| 7         | 1          | 4      | Katinka Hosszú      | Ungheria    | 2'07"51 | Q     |
| 8         | 1          | 3      | Hilary Caldwell     | Canada      | 2'07"64 | Q     |
| 9         | 2          | 6      | Daryna Zevina       | Ucraina     | 2'08"30 |       |
| 10        | 2          | 7      | Katalin Burián      | Ungheria    | 2'08"65 |       |
| 11        | 2          | 1      | Lisa Graf           | Germania    | 2'09"00 |       |
| 12        | 1          | 1      | Liu Yaxin           | Cina        | 2'09"02 |       |
| 13        | 1          | 2      | África Zamorano     | Spagna      | 2'09"73 |       |
| 14        | 2          | 2      | Margherita Panziera | Italia      | 2'10"95 |       |
| 15        | 2          | 8      | Tatiana Salcutan    | Moldavia    | 2'11"27 |       |
| 16        | 1          | 8      | Claudia Lau         | Hong Kong   | 2'14"82 |       |

### Finale
| Posizione | Corsia | Atleta          | Nazionalità | Tempo   | Note |
| --------- | ------ | --------------- | ----------- | ------- | ---- |
|           | 4      | Emily Seebohm   | Australia   | 2'05"68 | OC   |
|           | 1      | Katinka Hosszú  | Ungheria    | 2'05"85 | RN   |
|           | 3      | Kathleen Baker  | Stati Uniti | 2'06"48 |      |
| 4         | 7      | Kaylee McKeown  | Australia   | 2'06"76 | MJ   |
| 5         | 5      | Kylie Masse     | Canada      | 2'07"04 |      |
| 6         | 8      | Hilary Caldwell | Canada      | 2'07"15 |      |
| 7         | 6      | Daria Ustinova  | Russia      | 2'07"35 |      |
| 8         | 2      | Regan Smith     | Stati Uniti | 2'07"42 |      |